# Tucumã
Tucumã là một đô thị thuộc bang Pará, Brasil. Đô thị này có diện tích 2512,583 km², dân số năm 2007 là 26481 người, mật độ 10,54 người/km².